# Eric Njong
Njong Eric Njong est un entrepreneur et milliardaire camerounais.

## Biographie

### Enfance, éducation et débuts
Eric Njong est originaire de la région du Nord-Ouest du Cameroun.

### Carrière
Il est présent dans les secteurs agriculture, BTP, immobilier, finance; employant des milliers de personnes. Il dirige plusieurs entreprises parmi lesquels Buns BTP, Amaco industries, Cameroon Housing Corporation, Boh Plantations Limited (BPL),. Son entreprise BPL créée en 2009 et exploitant une surface de 260 hectares emploie plus de 460 Camerounais.
Il est également le PCA de Zénithe Insurance et de la banque UBC.